# Socialistische orde

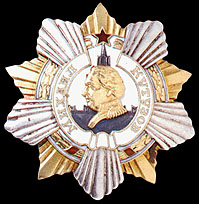
Het eerste type: de kleine ster. Dit is de Kutuzov Orde.

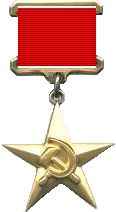
Het tweede type: De Russische Held van de Socialistische Arbeid.

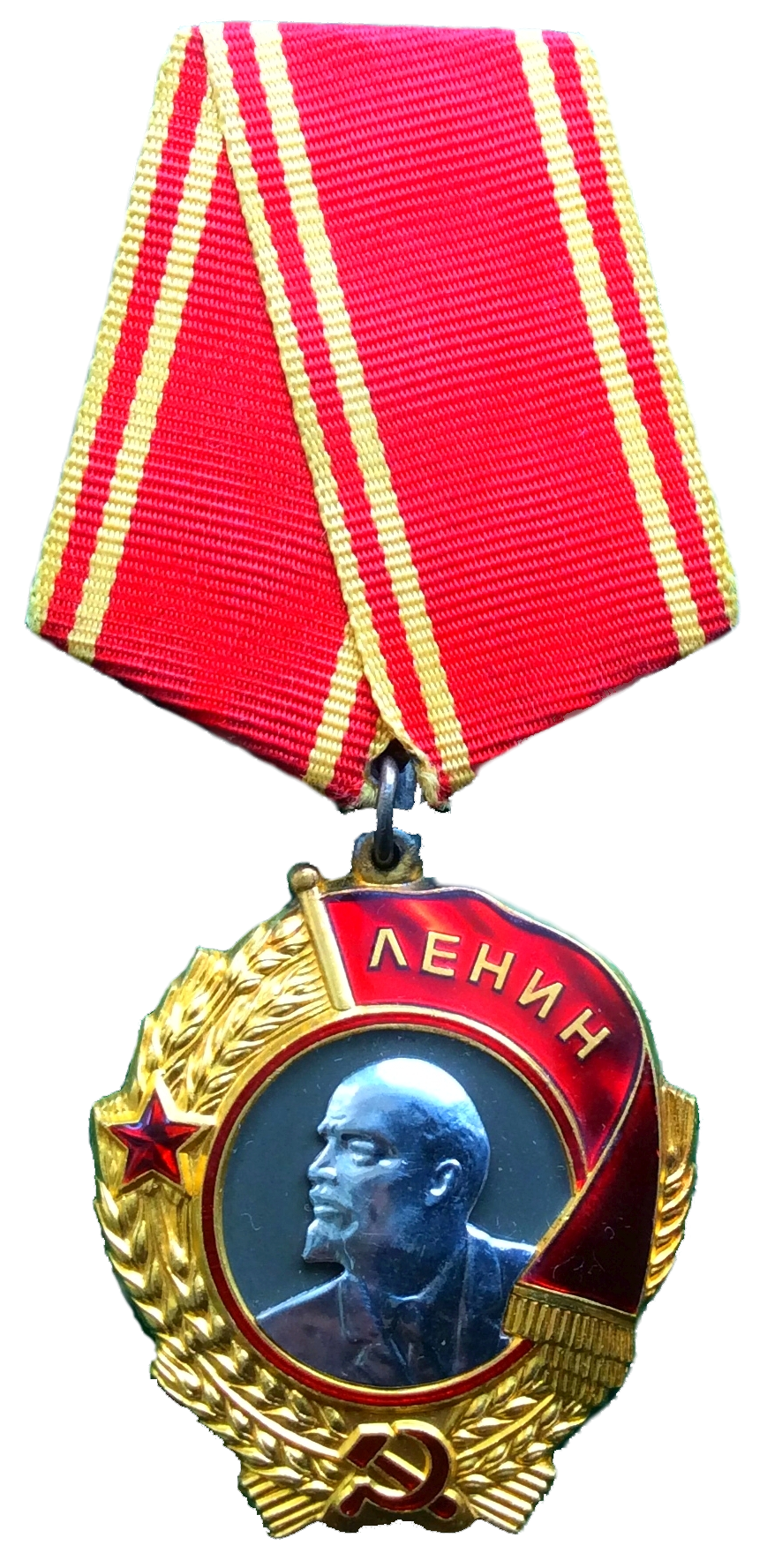
De Russische Leninorde aan het voor socialistische orden typische vijfhoekige lint.

Na de Russische Revolutie en de staatsgreep van Lenin ontstonden de eerste socialistische orden. Toen na de Tweede Wereldoorlog een groot aantal landen een communistische regering kregen breidde dit type orde zich over de hele wereld uit. Ook in een aantal Afrikaanse landen ziet men veel orden van dit model die een reactie zijn op de ridderorden van de voormalige kolonisatoren.
Kenmerkend voor de socialistische orden is dat zij één rang hebben waar de oude Europese orden meerdere graden zoals ridder, commandeur en grootkruis kenden. Deze indeling paste niet in de gewenste egalitaire samenleving van na de revolutie. Omdat er niet met graden, rangen, zwaarden op het kruis of gouden dan wel zilveren kronen kon worden gewerkt, nam men in de Socialistische landen zijn toevlucht tot het instellen van tientallen verschillende orden. Toch zijn er in het communistische Roemenië en Bulgarije orden geweest met meerdere klassen zoals de Orde van de Ster van de Volksrepubliek Roemenië met vijf graden en de Orde van "Oud Planina" met drie graden. Maar in de regel zijn er één of twee graden.
Na het afschaffen van de ridderorden van de tsaar werd in de Sovjet-Unie al op 16 september een eerste orde, de "Orde van de Rode Vlag" (Russisch: Orden Krasnoe Znamja) gesticht. Na een aarzelend begin, in 1939 waren er nog niet al te veel orden, werd na de inval door het Duitse leger in 1941 een groot aantal orden gesticht.
Hoewel het kenmerk van de orde was dat zij één rang hadden en voor iedereen openstonden, kenden de machthebbers zichzelf al snel vele malen dezelfde orde en bijbehorende titel toe. Partijbonzen en verdienstelijke arbeiders droegen al snel tientallen onderscheidingen waarbij veel herhalingen te zien zijn. Partijleider Leonid Brezjnev droeg bijvoorbeeld vier keer zijn gouden ster van " Held van de Sovjet-Unie" en ook viermaal de Leninorde.
De orden vallen in drie typen uiteen:
- Kleine sterren die op de borst worden gedragen.
- Kleine gouden sterren aan kleine linten met gespen.
- Sterren en (vooral rode) vlaggen aan een vaak vijfhoekig lint.

Aan de Russische Orde van Lenin en de Gouden Medaille van de Hamer en Sikkel werden de titels " Held van de Sovjet-Unie" en "Held van de Socialistische Arbeid" verbonden. Ook deze titels vonden in de satellietstaten van de Sovjet-Unie navolging.
Het eigenzinnige Joegoslavië ging ook waar het orden aanging zijn eigen weg en ook in Polen en Tsjechoslowakije bleven elementen van de traditionele orden zoals grootlinten, commandeurs en grootkruisen bestaan maar landen als Angola, het bezette Afghanistan en Noord-Korea kopieerden klakkeloos de modellen en namen van de Russische orden.
Na de bevrijding van het Russische juk werden in veel Oost Europese staten en oude Sovjet republieken weer ridderorden naar oud model ingevoerd.